# Darren Almond
Darren James Almond (né en 1971 à Appley Bridge, près de Wigan, Lancashire, Grande-Bretagne) est un artiste qui vit à Londres. Il est diplômé de la Winchester School of Art en 1993, avec un Bachelor of Arts en Arts.
Il a été nommé pour le prix Turner en 2005 et finaliste du prix Pictet en 2009.

## Expositions individuelles
- The Renaissance Society, Chicago (1999)
- De Appel (2001)
- Kunsthalle Zürich (2001)
- Tate Britain (2001)
- K21 Düsseldorf (2005)
- Museum Folkwang
- Essen (2006)
- SITE Santa Fe (2007)
- Parasol Unit (2008)
- Darren Almond: The Principle of Moments, White Cube Gallery, London (2010)
- FRAC Haute-Normandie, Sotteville-lès-Rouen et musée des Beaux-Arts de Rouen (2011)
- MUDAM, Luxembourg (2017)

## Expositions de groupe
- Sensation (1997-1999)
- Berlin Biennale (2001)
- Biennale de Venise (2003)
- The Busan Biennale (2004)
- The Turner Prize, Tate Britain (2005)
- Moscow Biennale (2007)
- Tate Triennial, Tate Britain (2009)
- Cosa Mentale " Paysages-fiction, le nouveau pittoresque ". Musée de La Roche-sur-Yon (2012)

## Récompenses
Art & Innovation Prize, Institute of Contemporary Art, Londres, 1996
Public Commissions
GSK Contemporary Royal Academy of Arts
Earth: Art of a Changing World
6 Burlington Gardens
3 December 2009 – 31 January 2010
Barts Cancer Centre
Fullmoon series
C-type print
Darren Almond, Susan Derges, Simon Patterson, Sophy Rickett
Digital prints on lightbox panels